# Erica (araldica)
In araldica l'erica compare raramente e per lo più nell'araldica civica dei paesi del nord Europa.

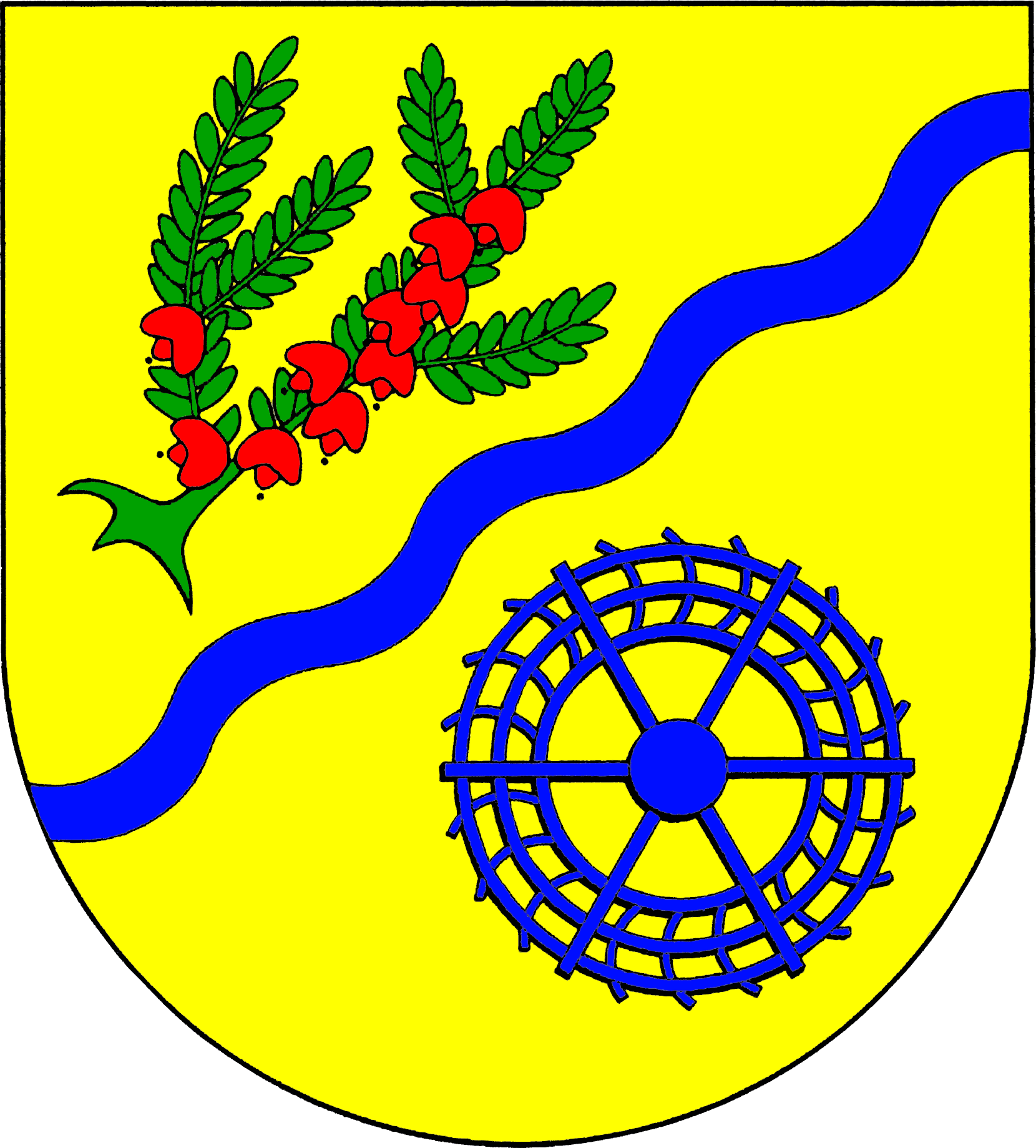
D'oro, al ramo d'erica di verde, fruttato di rosso (Heidmühlen, Germania)
Di verde, allo scudetto d'argento, caricato di una pianta d'erica di rosso, fustata e fogliata del campo (Heuringhem, Francia)
D'azzurro, allo scaglione d'oro, accompagnato da tre rami d'erica dello stesso (Vacqueriette-Erquières, Francia)
Una pianta di erica dello stemma di Heide, Germania

## Traduzioni
- Francese: bruyère
- Inglese: heather
- Tedesco: Heidekraut, Erika
- Spagnolo: brezo